# Aziza Brahim
Aziza Brahim (arab. عزيزة ابراهيم; ur. 9 czerwca 1976 w Tinduf) – saharyjska wokalistka, kompozytorka oraz aktorka.  
Urodziła się w obozie dla saharyjskich uchodźców w pobliżu miasta Tinduf w Algierii. Jako nastolatka wyjechała na Kubę, gdzie podjęła się studiów muzycznych, których jednak nie ukończyła. Po jakimś czasie powróciła do Algierii i zaczęła dawać koncerty w obozach dla uchodźców. W 2000 ponownie wyjechała, tym razem do Hiszpanii. Tam poznała członków saharyjsko-hiszpańskiego zespołu Gulili Mankoo, do którego się przyłączyła. Nagrała z grupą wydany w 2008 minialbum Mi Canto, a w 2012 już album długogrający Mabruk. 
W 2011 wystąpiła w filmie Wilaya w reżyserii Pedro Pérez Rosado, do którego nagrała również muzykę. Swój pierwszy solowy album Soutak wydała w 2014 nakładem wytwórni Glitterbeat. 

## Dyskografia

### Solo
- Wilaya (ścieżka dźwiękowa do filmu; 2011)
- Soutak (2014)
- Abbar el Hamada (2016)
- Sahari (2019)
- Mawja (2024)

### Razem z Gulili Mankoo
- Mi Canto – minialbum (2008)
- Mabruk (2012)

#### Gościnnie
- A pesar de las heridas – Cantos de las Mujeres Saharauis (1998)
- Nar (2003)
- Interrapcion – Crisol 09 (2009)
- Listen to the Banned (2010)